# Stendlitz
Die Stendlitz ist ein annähernd zehn Kilometer (9998 m) langes Fließgewässer südöstlich von Neustrelitz im Landkreis Mecklenburgische Seenplatte in Mecklenburg-Vorpommern. 
Sie durchfließt den Domjüchsee als dessen wichtigster Zulauf und einziger Ablauf. 

## Name
Der Name erscheint als Seename erstmals 1569 („in die Stendelisse“) in den schriftlichen Aufzeichnungen. Für das Fließgewässer ist der Name seit 1603 belegt. Er leitet sich wahrscheinlich vom altpolabischen Wort *stąga für „Band“ und der slawischen Endung -nica ab.

## Verlauf
Die Stendlitz entspringt vier Kilometer nordöstlich des Domjüchsees im Moosbruch nahe der Wasserscheide zwischen den Flusssystemen der Elbe und der Peene, die hier über den Dickeberg verläuft. Sie nimmt Wasser aus dem Tiefen Zinow auf und durchfließt danach den Jägerpohl, dessen Wasser heute fast einen Meter höher steht als bis 1932. Vom Wehr am Ausfluss des Domjüchsees durchquert sie den Norden des Strelitzer Bruchs, wo sie von Entwässerungsgräben mit Dükern unterkreuzt wird. Im Neustrelitzer Stadtteil Strelitz-Alt ist sie heute großenteils unterirdisch kanalisiert. Nachdem sie die Bahnstrecke Neustrelitz–Berlin unterquert hat, fließt sie oberirdisch als begradigter Bach durch die südwestliche Strelitzer Niederung, östlich am Naturschutzgebiet Kalkhorst vorbei und mündet 1,5 Kilometer nördlich von Klein Trebbow in den Tiefen Trebbower See, der heute dem Flusslauf des Floßgrabens angehört. Dessen heutiger Unterlauf durch den weitgehend verlandeten Flachen Tebbower See zum Woblitzsee der Havel war bis 1932 der Unterlauf der Stendlitz.

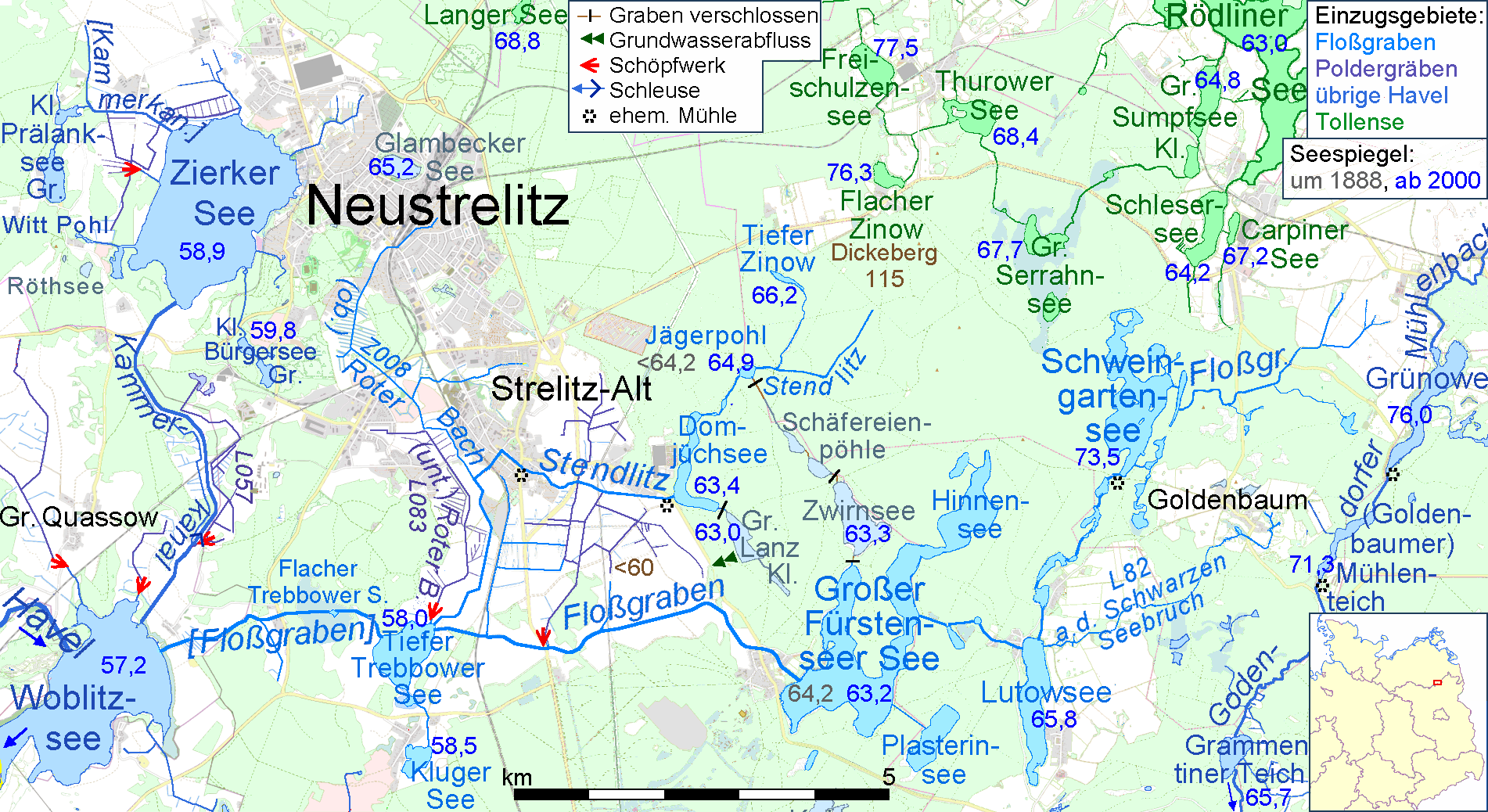
Die Stendlitz als wichtigster Nebenfluss des Floßgrabens bei Neustrelitz